# Rubén Fuentes

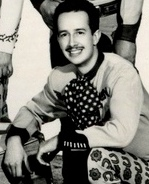
Rubén Fuentes Gassón (1950)

Rubén Fuentes Gassón (* 15. Februar 1926 in Ciudad Guzmán; † 5. Februar 2022) war ein mexikanischer klassischer Violinist und Komponist.

## Leben und Karriere
Der 1926 geborene Fuentes war vor allem für seine Mariachis bekannt. 1944 schloss er sich Mariachi Vargas de Tecalitlán als Violinist an und wurde später zum Arrangeur. 1955 hörte er auf, mit der Gruppe zu spielen, blieb aber musikalischer Produzent, Direktor und Arrangeur.
Rubén Fuentes schrieb dutzende berühmte mexikanische Lieder wie La Negra, La Culebra, Las Alazanas, Como Si Nada, La Bikina, Que Bonita Es Mi Tierra, Flor Sin Retoño, Ni Princesa Ni Esclava und Camino Real de Colima – viele zusammen mit Silvestre Vargas. Fuentes produzierte traditionelle Musik mit Linda Ronstadt. Seine Lieder wurden unter anderem von Miguel Aceves Mejía, Vikki Carr, Pedro Infante, Marco Antonio Muñiz, Javier Solís, Julio Iglesias und Luis Miguel interpretiert.
Rubén Fuentes war in den 1950er und 60er Jahren musikalischer Direktor von RCA Records de México. So war er Arrangeur und musikalischer Produzent vieler der größten Sänger der Música Ranchera, meistens begleitet von El Mariachi Vargas de Tecalitlán. Fuentes war so auch Arrangeur der meisten Lieder des mexikanischen Sängers und Komponisten José Alfredo Jiménez und hat die Musik vieler Kinofilme geschrieben.

## Auszeichnungen (Auswahl)
Ariel Awards
- 1972: Auszeichnung für den Best Score (Mejor Música de Fondo) mit dem Silver Ariel für Las puertas del paraíso
- 1973: Nominierung für den Best Score (Mejor Música de Fondo) für den Silver Ariel für El muro del silencio zusammen mit José Antonio Alcaraz
- 1974: Auszeichnung für den Best Score (Mejor Música de Fondo) mit dem Silver Ariel für El principio
- 1983: Nominierung für den Best Score (Mejor Música de Fondo) für den Silver Ariel für Una leyenda de amor